# 지평선로
지평선로(Jipyeongseon-ro)는 전북특별자치도 김제시 성덕면 남포삼거리에서 김제시 만경읍를 잇는 도로이다.

## 주요 경유지
전북특별자치도
- 김제시 (성덕면 . 광활면 . 진봉면 . 만경읍)

## 노선
| 이름          | 접속 노선                 | 소재지 | 소재지 | 비고 |
| ------------- | ------------------------- | ------ | ------ | ---- |
| 남포삼거리    | 지방도 제711호선 (해학로) | 김제시 | 성덕면 |      |
| 남포교삼거리  | 광활로                    | 김제시 | 성덕면 |      |
| 신광삼거리    | 광활로 창제2길            | 김제시 | 광활면 |      |
| 신광2교       |                           | 김제시 | 광활면 |      |
| 안하삼거리    | 심포5길                   | 김제시 | 진봉면 |      |
| 심포교        |                           | 김제시 | 진봉면 |      |
| 진봉교        |                           | 김제시 | 진봉면 |      |
| 관기사거리    | 진봉로                    | 김제시 | 진봉면 |      |
| (이름없음)    | 지방도 제711호선 (만경로) | 김제시 | 만경읍 |      |
| 두릉길과 직결 |                           |        |        |      |